# Rivière Cugnet
Pour les articles homonymes, voir Cugnet.
La rivière Cugnet est un affluent de la rivière Beaurivage laquelle est un affluent de la rive ouest de la rivière Chaudière (versant de la rive sud du fleuve Saint-Laurent). Elle coule dans la municipalité de Saint-Lambert-de-Lauzon de la municipalité régionale de comté (MRC) de Lotbinière et dans le secteur Saint-Étienne-de-Lauzon de la ville de Lévis, dans la région administrative de Chaudière-Appalaches, au Québec, au Canada.

## Géographie
Les principaux bassins versants voisins de la rivière Cugnet sont :
- côté nord : rivière Beaurivage, rivière Chaudière ;
- côté est : rivière Chaudière ;
- côté sud : ruisseau Malbrook, rivière Bras d'Henri, rivière Beaurivage ;
- côté ouest : rivière aux Pins, rivière Noire, rivière Rouge, rivière Beaurivage.

La rivière Cugnet prend sa source au sud de la "rue du Pont", dans le secteur Saint-Lambert-de-Lauzon de la ville de Lévis. Cette zone de tête est située près de la limite nord de la municipalité de Saint-Bernard (MRC de La Nouvelle-Beauce), au sud-est du village "Parc Boutin" dans Saint-Lambert-de-Lauzon et à 1,2 km à l'ouest de la rivière Chaudière.
À partir de sa source, la rivière Cugnet coule en zones agricoles et forestières sur 15,4 km répartis selon les segments suivants :
- 4,1 km vers le nord, jusqu'à la route 218 qu'elle coupe à 1,8 km au sud-ouest du pont enjambant la rivière Chaudière ;
- 6,5 km vers l'ouest, jusqu'à la route séparant les secteurs de Saint-Lambert-de-Lauzon (côté sud) et de Saint-Étienne-de-Lauzon (côté nord) ;
- 4,8 km vers l'ouest, jusqu'à sa confluence.

La rivière Cugnet se déverse sur la rive Est de la rivière Beaurivage dans le hameau "Pointe Saint-Gilles". Cette confluence est située à :
- 200 m en aval du pont démarquant la municipalité régionale de comté (MRC) de Lotbinière et la ville de Lévis (secteur de Saint-Étienne-de-Lauzon) ;
- en aval du village de Saint-Gilles ;
- à 1,5 km (ou 0,8 km en ligne directe) en amont de la confluence de la rivière Noire (rivière Beaurivage) ;
- à 3,5 km (ou 2,0 km en ligne directe) en amont de la confluence de la rivière Rouge (rivière Beaurivage) ;
- en amont du hameau "chemin Craig".

## Toponymie
Le terme "Cugnet" constitue un patronyme de famille d'origine française.
Le toponyme "rivière Cugnet" évoque l'œuvre de vie de François-Joseph Cugnet, seigneur de Saint-Étienne. Cugnet a aussi exercé comme juge, procureur général, grand voyer, traducteur officiel et secrétaire français du gouverneur et du Conseil de Québec, greffier du papier terrier et avocat. Il est né le 26 juin 1720 à Québec. Il est le fils aîné de François-Étienne Cugnet et de Louise-Madeleine Dusautoy (Dusaultoir). Il est décédé dans cette ville le 16 novembre 1789.
Le toponyme "rivière Cugnet" a été officialisé le 5 décembre 1968 à la Commission de toponymie du Québec.